# Klubi i Futbollit Adriatiku Mamurrasi
El KF Adriatiku Mamurrasi es un equipo de fútbol de Albania que juega en la Kategoria e Dytë, la tercera liga de fútbol más importante del país.

## Historia
Fue fundado en año 1949 en la ciudad de Mamurras con el nombre KS Mamurrasi, el cual cambiaron a KS Vëllazerimi en 1991 y en 2008 cambiaron su nombre por el actual.
Nunca ha jugado en la Kategoria Superiore, la liga de fútbol más importante de Albania.